# Marcelo Bonevardi

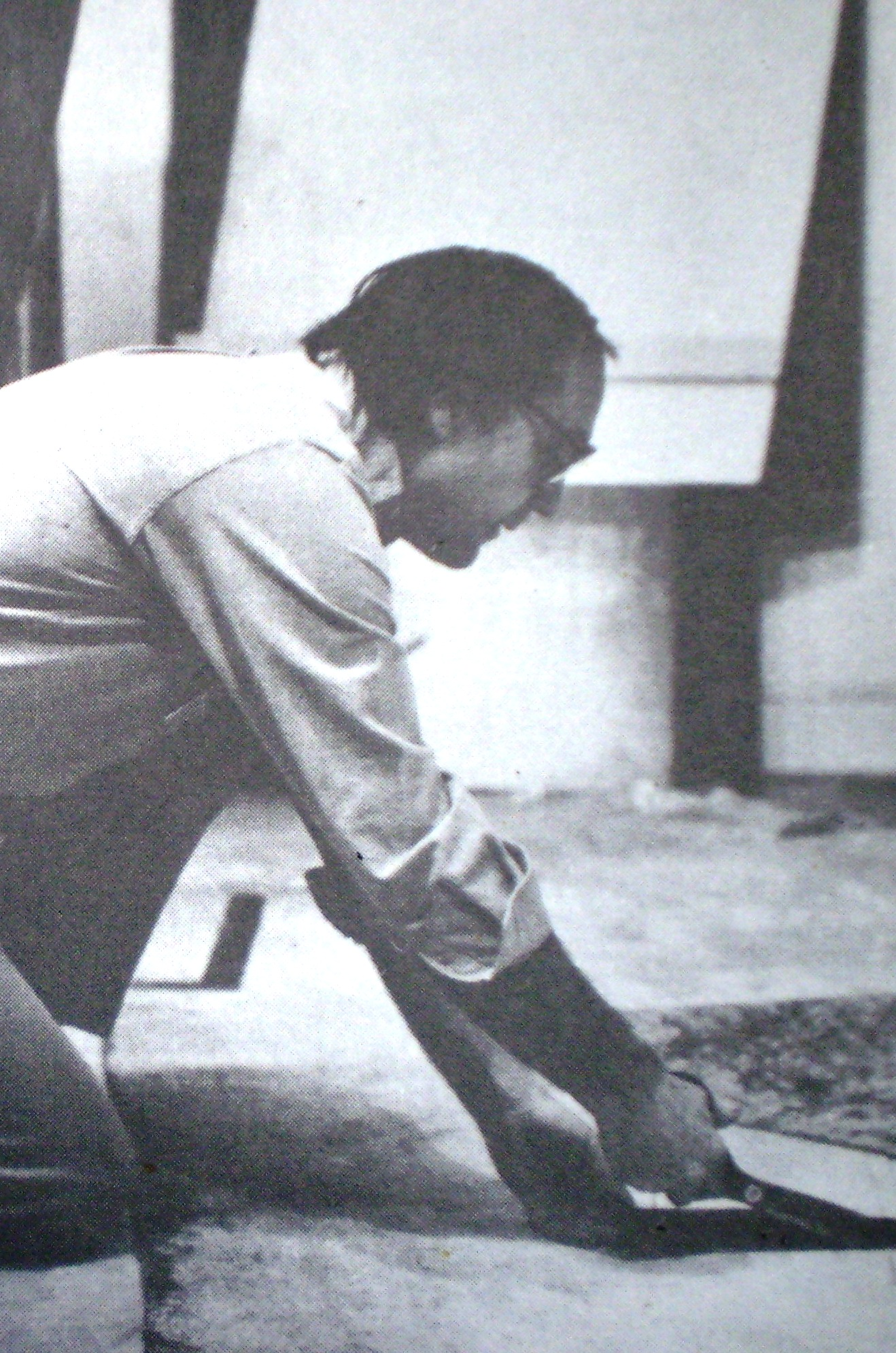
Marcelo Bonevardi, en su estudio, 1980.

Marcelo Bonevardi (1929-1994) fue un artista argentino de avant-garde conocido por sus obras de técnicas mixtas.

## Biografía
Aunque nació en Argentina, Bonevardi desarrolló la mayor parte de su trayectoria en la ciudad de Nueva York, en la que se vio influido por las técnicas de avant-garde e influencias tales como la abstracción y el primitivismo, utilizándolos como herramientas para inventar un lenguaje pictórico y simbólico con el cual expresar una profunda espiritualidad y afinidad por lo místico y ritual. Bonevardi es especialmente famosos por sus telas con formas, realizadas a menudo mediante técnicas mixtas, en las que se combinan elementos de pintura y escultura, reflejándose su educación e interés a lo largo de su vida por la arquitectura. A lo largo de su vida, Bonevardi fue distinguido en numerosas ocasiones, entre los que se cuentan el Premio Internacional en la X Bienal de San Pablo, el primer premio en la instalación permanente los “Diez artistas argentinos en las Naciones Unidas”, el premio Platino de la Fundación Konex en 1992 y el Diploma Konex en 1982.
Las obras de Bonevardi han sido adquiridas por un gran número de importantes museos de Estados Unidos y Latinoamérica, entre los que se cuentan el Museum of Modern Art y el Museo Guggenheim en la ciudad de Nueva York; el Museo Nacional de Bellas Artes y el Museo de Arte Moderno en Buenos Aires; el Museo de Arte Contemporáneo de la Universidad de San Pablo; y el Museo Rufino Tamayo en la Ciudad de México.